# نیو مارکت (آیووا)
نیو مارکت (به انگلیسی: New Market) شهری در ایالت آیووا کشور ایالات متحده آمریکا است که جمعیت آن در سرشماری سال ۲۰۱۰ میلادی، ۴۱۵ نفر بوده‌است.